# رولاند إيدج
رولاند إيدج (بالإنجليزية: Roland Edge)‏ هو لاعب كرة قدم بريطاني، ولد في 25 نوفمبر 1978 في Gillingham, Kent ‏ في المملكة المتحدة. لعب مع نادي غيلينغهام ونادي هيبرنيان وهال سيتي.

## وصلات خارجية
- رولاند إيدج على موقع قاعدة بيانات كرة القدم.إي يو (الإنجليزية)
- رولاند إيدج على موقع Soccerbase.com (لاعب) (الإنجليزية)
- رولاند إيدج على موقع عالم كرة القدم.نت (الإنجليزية)